# Abraxas circumducta
Abraxas circumducta är en fjärilsart som beskrevs av Walker 1866. Abraxas circumducta ingår i släktet Abraxas och familjen mätare. Inga underarter finns listade i Catalogue of Life.